# NGC 7140
NGC 7140 = NGC 7141 ist eine ringförmige Balken-Spiralgalaxie vom Hubble-Typ SBbc im Sternbild Indianer am Südsternhimmel. Sie ist schätzungsweise 131 Millionen Lichtjahre von der Milchstraße entfernt und hat einen Durchmesser von etwa 160.000 Lj.
Das Objekt wurde am 4. Oktober 1834 vom britischen Astronomen John Herschel entdeckt.